# Sericopelma fallax
Sericopelma fallax là một loài nhện trong họ Theraphosidae.
Loài này thuộc chi Sericopelma. Sericopelma fallax được Cândido Firmino de Mello-Leitão miêu tả năm 1923.